# Perun
Perun (nebo Parom) je slovanský bůh bouře, hromu a blesku. Ačkoliv písemné zprávy o tomto božstvu pochází až na výjimky z východoslovanského prostředí, tak byl pravděpodobně ctěn všemi Slovany. Po christianizaci Slovanů splynul jeho kult v pravoslavném prostředí s kultem proroka Elijáše.
Analogicky nejbližším božstvem je baltský Perkunas, dále pak severský Thór, římský Mars, védský Indra a pravděpodobně i galský Taranis. Vzdálenější analogií je pak římský Jupiter, řecký Zeus a chetitský hromovládný bůh.

## Etymologie
Jménu Perun je tradičně přisuzován slovanský původ a jeho výklad vychází ze slovesa *perti „bíti, tlouci“, které má být spojeno s příponou *-unъ vyjadřující aktivního činitele děje. Podle této teorie znamená tedy jméno Perun „ten, kdo bije, pere“. Může také přímo souviset s výrazem pro úder. Ačkoliv je takový výklad zcela logický a odpovídá funkci tohoto boha, existují souvislosti i s neslovanskými výrazy.
Velmi podobná jsou jména baltských hromovládců, litevské Perkūnas, lotyšské Pęrkûnis, Perkūnis, Perkons a pruské Perkuna, Perkunilacus a Percunis. Vychází z kořene *perkūnas, *perkūnis a blízké jsou jim výrazy pro dub jako latinské quercus, sanskrské parkāti „posvátný strom“ a germánský kořen *ferchu-z „dub“. Tato slova vychází z indoevropské kořene *perku „dub“. Proto lze jméno Peruna vykládat v souvislosti s dubem. Podobnost vykazuje i chetitské perunaš (skála) a sanskrtské parvata „hora, horní oblak“. Jméno Perun by tedy mohlo souviset také s indoevropským kořenem *perūnV („hora“).
Souvislost lze hledat i s albánským výrazem perëndi „bůh, nebe“. To bývá někdy vykládáno jako výpůjčka ze slovanských jazyků, jindy jako slovo s Perunem vůbec nesouvisející. Podle chorvatského lingvisty Petara Skoka toto slovo dokazuje, že Perun byl původně slovansko-ilyrským božstvem.

## Písemné prameny
Jména Peruna se objevuje v písemných pramenech relativně často, téměř výhradně se však jedná o prameny z východoslovanského prostředí. Nejstarší pochází z 11. století. Prameny z polského prostředí raného novověku Peruna také zmiňují, ale čerpají z ruských zdrojů. Existují také prameny z jihoslovanského prostředí, z nichž však nejrozsáhlejší pochází až z 18. století.

### Rusko

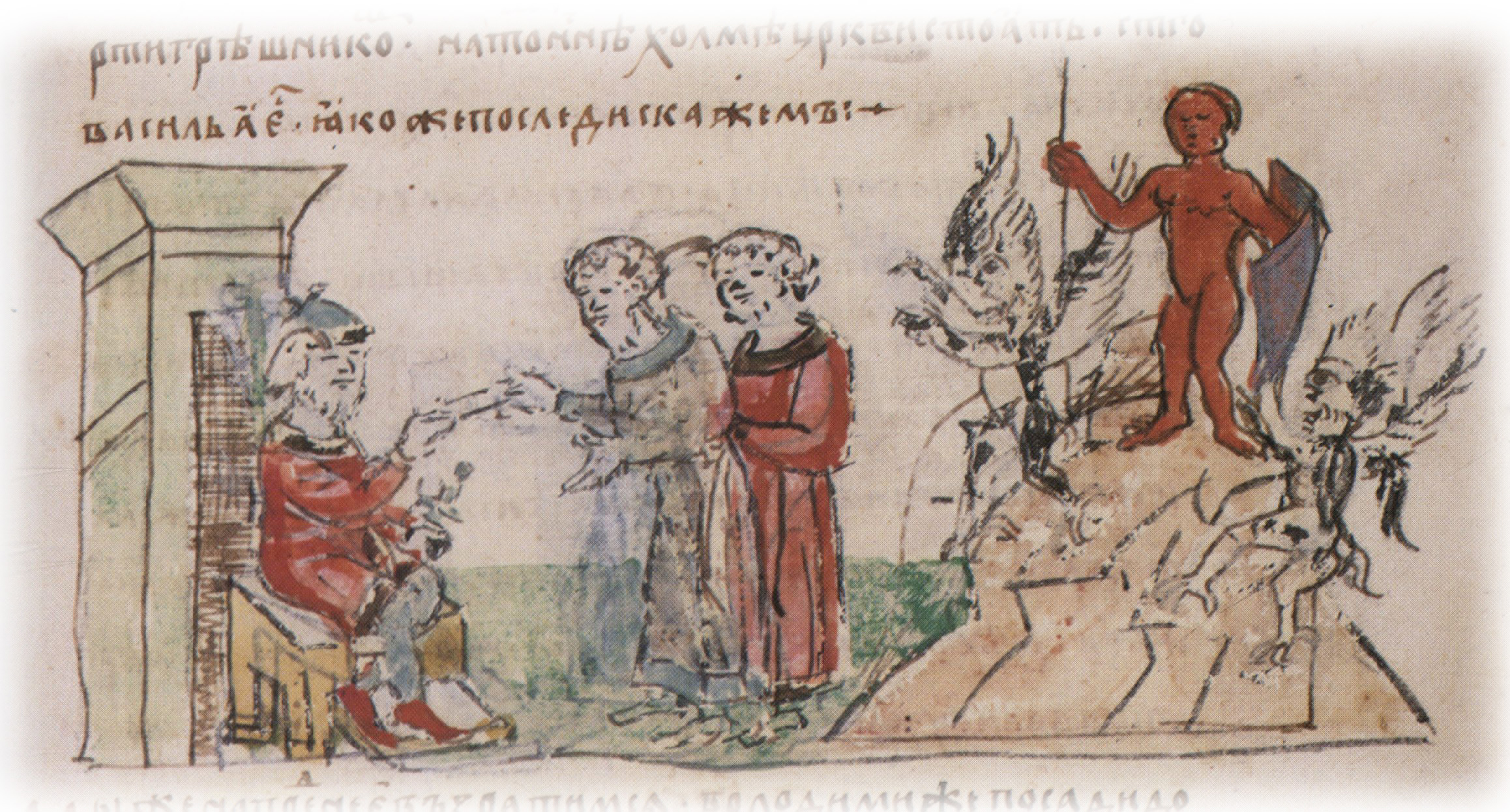
Křesťanská ilustrace Radziwillského letopisu zachycuje kyjevského knížete Vladimíra v roce 980 při udělování nařízení pod modlou boha Peruna. Výjev je pouhou fantazií neznámého autora letopisu 15. století.

Mezi konkrétní prameny zmiňující Peruna patří Slovo někojego christoljubca, revnitělja po pravoi věre, pocházející z 11. či 12. století, kázání, které zmiňuje jména některých slovanských božstev. Bez bližších informací je také zmiňován v kázání Slovo svjatago GrigorЪ ja, které pochází pravděpodobně z 12. století. Dále je zmiňován v Čudovském sborníku a dalším kázání Slovo i otkrojenije svjatych apostolЪ, v kterém jsou slovanští bohové euhemeristicky chápáni jako zbožštělí lidé, Perun konkrétně podle tohoto pramene žil kdysi v Řecku. Podobně jej sbírka Beseda trech svjatitělej označuje za řeckého anděla hromu. Zmínky o Perunovi v kázáních a penitenciálech ještě v 16. století napovídají tomu že víra v něj byla stále živá.

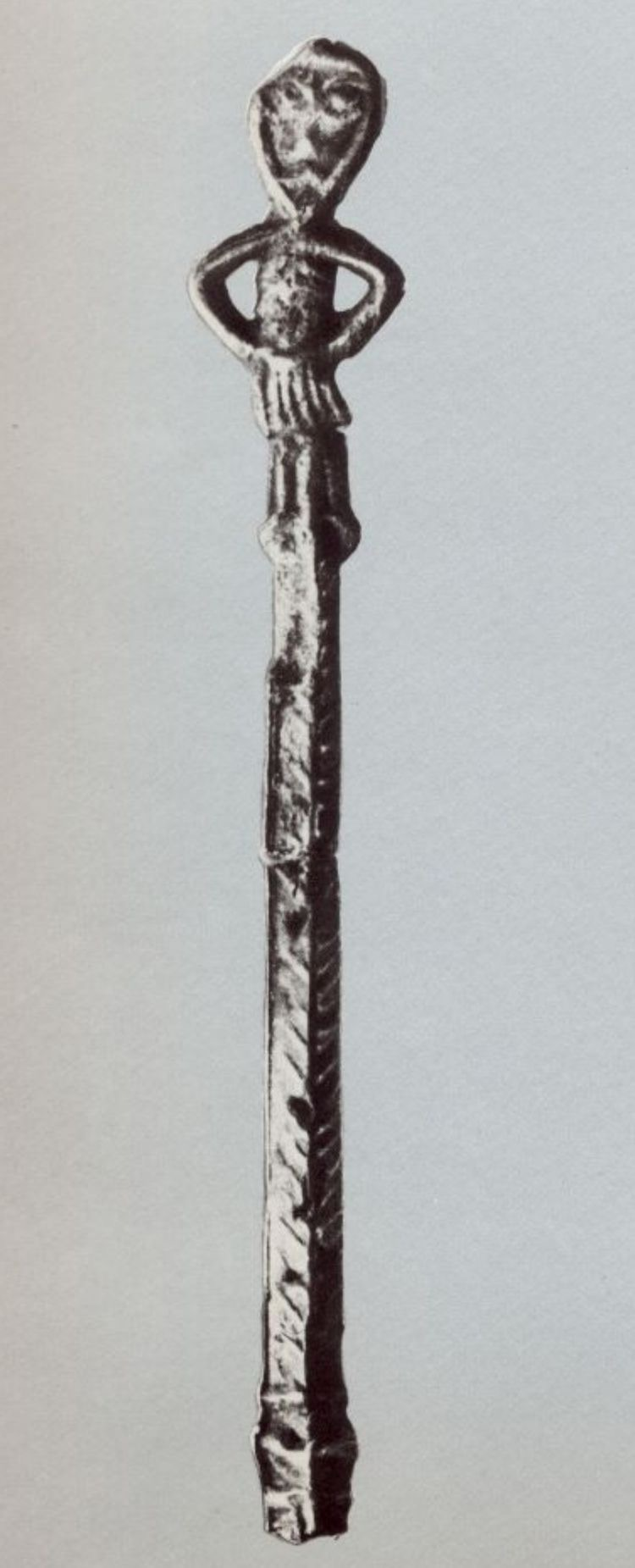
Novgorodský idol údajného božstva bývá vykládán jako Perunův

Pověst dávných let napsaná nejspíše na počátku 12. století zmiňuje jak kníže Vladimír I. postavil Perunovi v Kyjevě dřevěnou modlu se stříbrnou hlavou a zlatým vousem a jeho strýc Dobryna mu zas postavil modlu v Novgorodu nad řekou Volchovem. Kromě toho zmiňuje jak byly roku 983 po úspěšném tažení proti Jatvingům Perunovi obětováni dva křesťanští Varjagové. K zániku božiště došlo po přijetí křesťanství Vladimírem v osmdesátých letech 10. století. Po svém návratu do Kyjevě tak nechal zlikvidovat kultovní místa včetně centrálního jak o tom taktéž informuje Pověst dávných let:
| „ | ...Když přišel, rozkázal povalit modly, jedny rozsekat, druhé vydat ohni. Peruna rozkázal přivázat koni k ocasu a vléci jej do Boričevu k potoku; určil dvanáct mužů, aby ho bili holemi. To ne proto, že by to dřevo cítilo, ale na potupu běsu, který tou podobou oklamal lid, a aby přijal od lidí odplatu. ‚Veliký jsi, Hospodine, a podivuhodné jsou skutky Tvé‛ Včera lidmi ctěný, dnes potupený. Když ho dovlekli, hodili ho do Dněpru. Ustanovil Vladimír (některé) a řekl (jim):‚Jestliže někde přistane, odstrkujte ho od břehu, dokud neprojde skrze prahy: potom ho nechte.‛ Oni vykonali rozkaz. Jakmile je opustil a prošel skrze prahy, vyvrhl ho vítr na písčinu, od toho byla nazvána Perunovou písčinou a tak se i jmenuje do dnešního dne... | “ |

Podobně je popisováno zničení Perunovy modly v Novgorodu arcibiskupem Akimem Korsuňaninem.

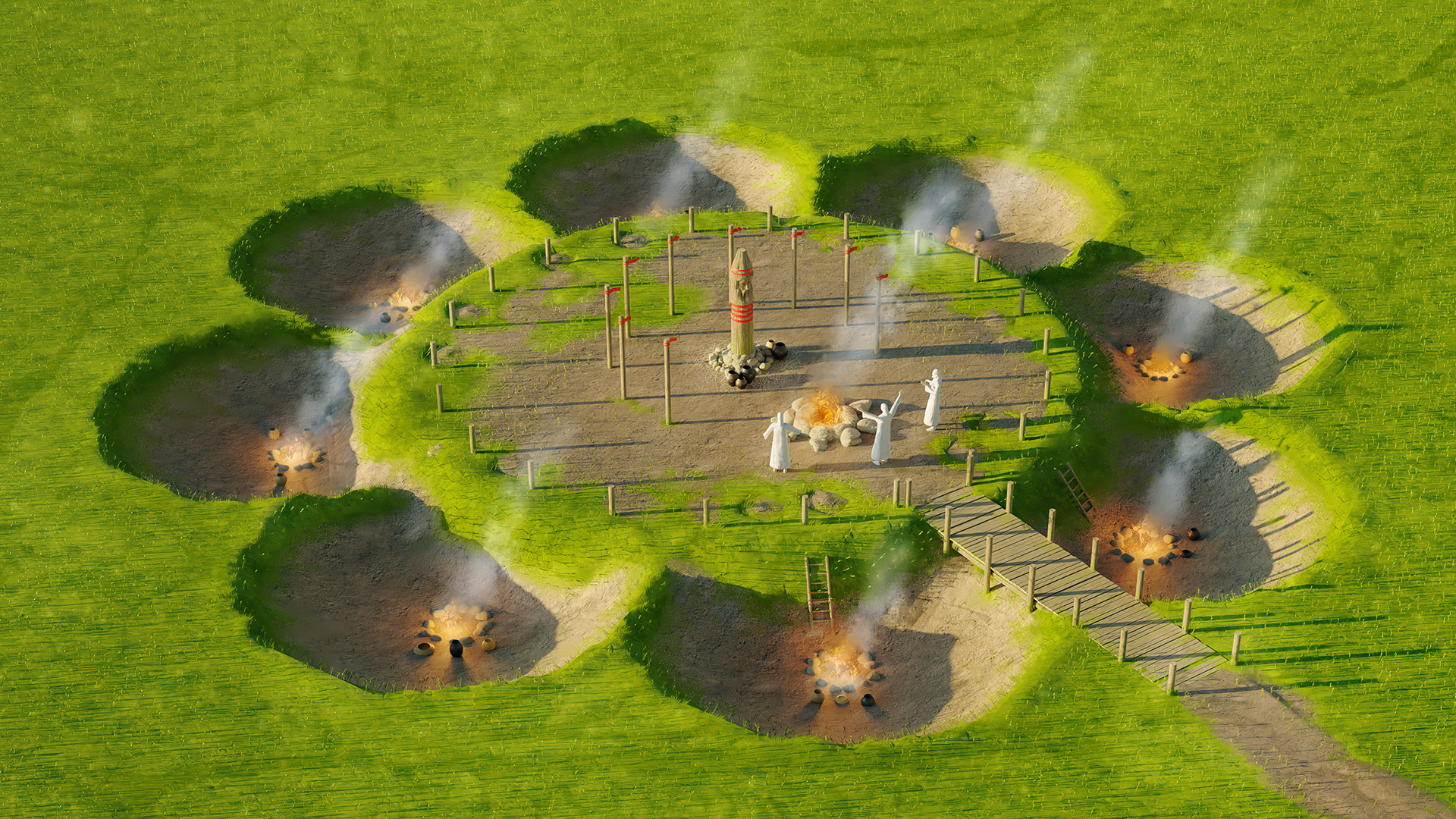
Model Perunova kultovního místa v ruském Novgorodu

Nevyřešenou otázkou zůstává hodnověrnost Pověsti dávných let, jelikož popisuje události, které nastaly více než sto let před jejím vznikem. Popisy Perunova kultu a modly mohly být také ovlivněny biblickými motivy. Podle opačného názoru vychází Pověst ze starších písemných pramenů, vzniklých brzy po roce 996. Dále se Perunem zapřísahá ruská strana v byzantsko-kyjevských smlouvách z let 907, 945 a 971. 
| „                             | Ať nemají pomoci od Peruna, ať se nezaštítí štíty svými a pohubeni budou meči svými, střelami i jinou zbraní svou, i ať budou otroky v tomto čase i budoucím. | “ |
| — přísežná formule z roku 945 | |   |

Modlu Peruna s ohnivým kamenem v ruce a věčným ohněm před ní zmiňuje také Hustýnský letopis ze 17. století, ten jej navíc ztotožňuje s baltským Perkunem. Dále se o Perunovi zmiňují různé varianty legendy Život svatého Vladimíra, z nichž nejstarší pochází z 11. století. Ty například uvádí na místě kde stál Perunův idol byl postaven chrám svatého Vasila a jedna z variant jej nazývá Apollónem, v tomto případě se však může jednat o náhodu. V ruské redakci bulharského překladu Alexandreidy je Diovo jméno zaměněno za Perunovo, což napovídá o blízkosti funkce a postavení obou bohů v řeckém a slovanském panteonu.

### Polsko

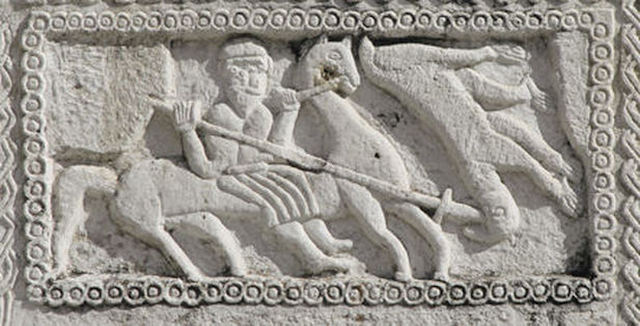
Chorvatský reliéf z 8. století zřejmě vyobrazuje Peruna při boji s medvědem, ten je vykládán jako podoba Velese

Polské prameny zmiňující se o Perunovi pochází až z počátku novověku, kdy se u humanistů objevil zájem o pohanská náboženství. Čerpají z ruských zdrojů a úctu k tomuto božstvu bez výjimky vztahují k Rusi. Nejstarší zmínkou je parafráze Pověsti dávných let v kronice Jana Długosze, kde je jméno Perun a nahrazeno latinským slovem Fulmen. Z konce 15. století pak pochází kronika Matěje z Miechova, opět parafrázující Pověst dávných let, kde je použita varianta jméno Piorun, které je vykládáno jako blesk, přestože v polštině znamená hrom. Kronika Matěje Stryjkowského z konce 16. století jej též uvádí jako Pioruna neboli Porkuna, a stejně jako v Hustýnském letopise je zde ztotožněn s baltským Perkunem. Ač Peruna označuje za ruské božstvo, tvrdí, že je ctili také Poláci, Čechové a Bulhaři.

### Jihoslované
Peruna zmiňuje dílo Istorija vo kratce o Bolgarskom narode Slavenskom z roku 1792 a vykládá ho euhemeristicky, jako krále Ilýrie a současníka Alexandra Makedonského. Píše i o jeho kultu mezi lidem a rituálu Perperuna.
Podle Peruna je pojmenováno bulharské pohoří Pirin.

## Nepřímé zmínky

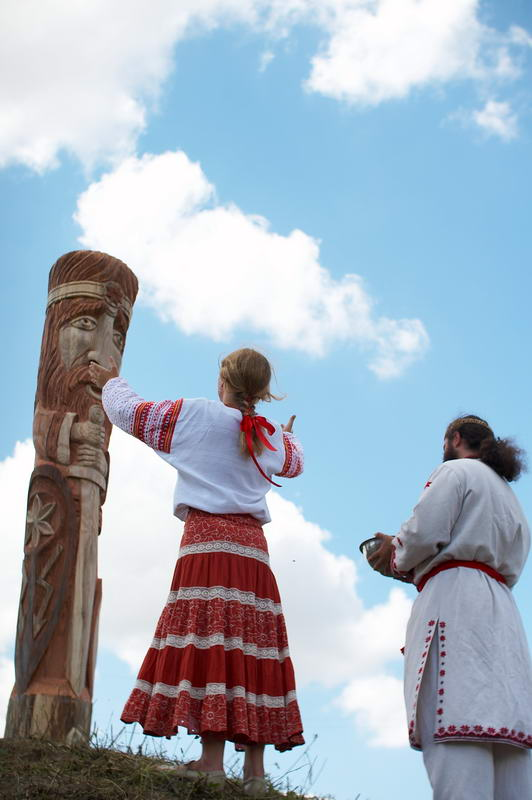
Uctívání Peruna ukrajinskými rodnověrci, Ternopilská oblast, Ukrajina

O ctění hromovládce se také zmiňuje v polovině 6. století byzantský historik Prokopios, který uvádí:
Věří, že je jediný bůh, tvůrce hromu, a jediný pán všech věcí, a obětují mu býky a jiná zvířata všeho druhu.(...) Dále uctívají řeky, vodní víly a další božstva, obětují jim všem a při obětech poznávají věštby.
Tato zmínka se týká nejspíše Peruna, podle méně pravděpodobné teorie Svaroga. Její vyznění evokující slovanský monoteismus je nejspíše interpretatio christiana a graeca a může být také způsobeno akcentem na válečný kult u Slovanů s kterými se Prokopios setkal. Henryk Łowmiański usuzoval z této zmínky že u Slovanů existoval prototeismus a Perun byl hypostází jediného boha Svaroga.
V českém středověkém prostředí zmiňuje Kosmas, že pohané obětují Jupiterovi, je však pravděpodobné že tím není míněn konkrétní bůh s hromovládnou funkcí, kterým by mohl být Perun. Polský kronikář z 15. století Jana Długosz zmiňuje kult boha jménem Jessa a ztotožňuje jej s Jupiterem.
Jova ve svém jazyce nazývali Jessem věříce, že od něho jako od nejvyššího z bohů jim přicházela všechna pozemská dobrodiní, jak nepříznivá, tak šťastná.
U Polabských Slovanů zmiňuje úctu Luticů k Thórovi, severskému hromovládci, normanský kronikář Ordericus Vitalis v polovině 12. století. Není však jasné, jestli má tato zmínka souvislost se skutečným kultem hromovládce. Perun bývá hledán v jménech bohů Proveho a Porenutia, u prvního jmenovaného teorii odpovídá i to, že byl ctěn v dubovém háji, u druhého jmenovaného se uvažuje o původní formě Perunic, tedy Perunův syn či malý Perun. Uvažuje se i souvislosti s bohem Porevítem, jehož původní forma jména mohla být Porenvit či Perunvit, tedy Pán Perun, případně Pán hromu.
U polabských byl také znám výraz pro čtvrtek – peründan (perendan, perandan), což lze přeložit jako Perunův den či den hromu. To je analogické latinskému dies Iovis či Donnerstag a Thursday v němčině a angličtině. Ačkoliv se může jednat o kalk z němčiny, byl čtvrtek tradičním posvátným dnem až do přelomu 18. a 19. století, spojovaným s pohanskými obyčeji.

### Lidová kultura

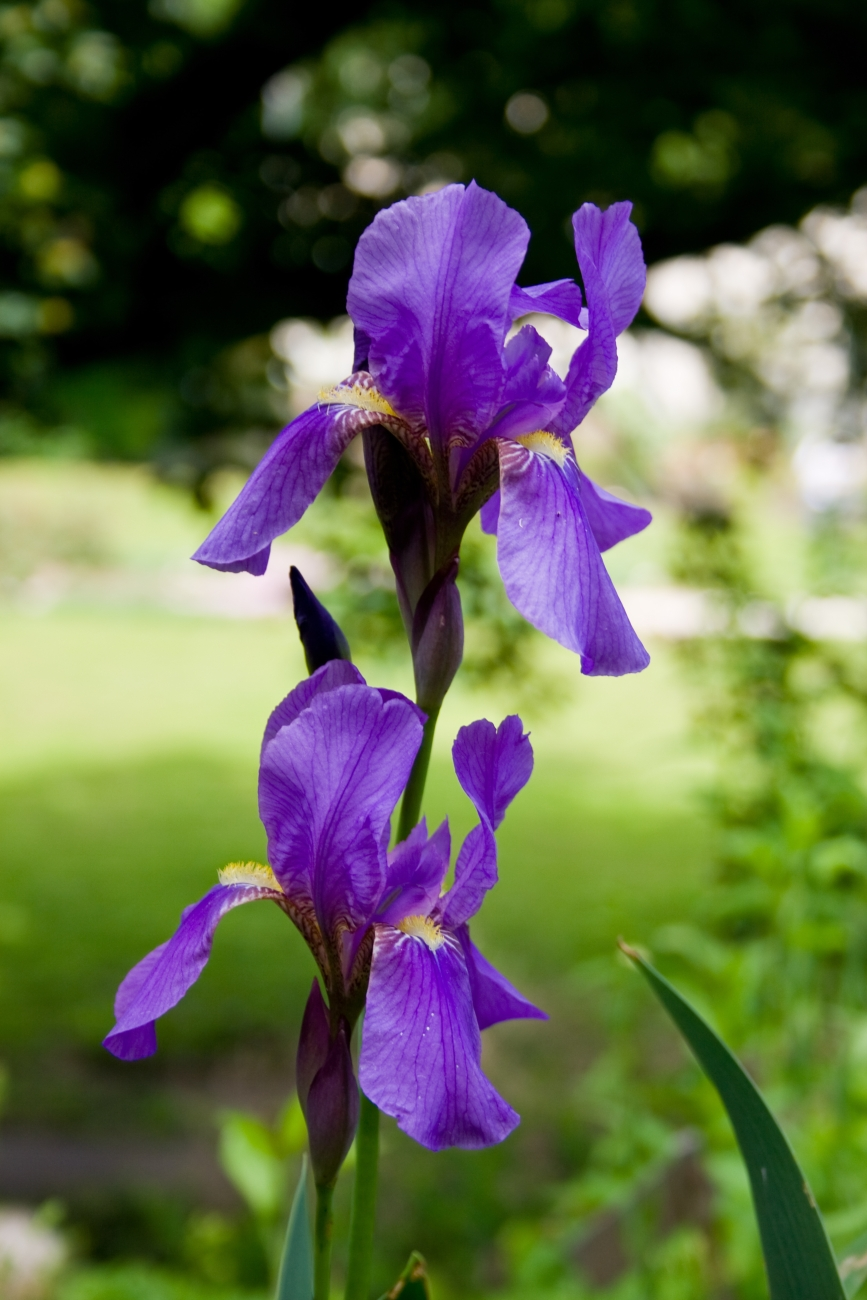
Perunika

Oslavování Peruna, vedle Koledy, Lady a Lela, v dobových bulharských lidových písních zmiňuje Vasil Aprilov ve svém díle Zora na novobolgarskoto obrazovanie. Jedná se však nejspíše pokus o přiblížení bulharské lidové tradice ostatním slovanským národům, pomocí jmen známých z historických pramenů. S Perunem také souvisí balkánský výraz pro kosatec německý, perunika, v jižní Dalmácii bogiša. Tato květina byla nošena v určité dny do kostelů, snad původně dny zasvěcené Perunovi, aby byla požehnána a pak chránil domov před hromem a bleskem. Ve Slovinsku je netřesk nazýván peruenovo perje a je pěstován jako ochrana před bleskem.

### Označení hromu
V ukrajinštině, běloruštině a polštině existuje výraz perun a jeho varianty p´erun, pjarun a piorun, které jsou vedle slova grom či hrim označením hromu, blesku a úderu blesku. V lidovém prostředí tak během bouřky říkalo, že „Perun bije“. Je pravděpodobné, že na území Ukrajiny a Běloruska, kde byl podle historických pramenů Perun znám, se jedná o degradované teonymum, není však jasné, zda se jedná i o případ Polska. V ruských pramenech totiž nikdy není používáno jméno Peruna ve smyslu projevů bouřky a pro hrom je užíván pouze výraz grom, stejné slovo je dominantní označení hromu i ve staré polštině. Je proto pravděpodobné, že se jedná o přejímku z východoslovanských jazyků. Podobně je však Perunovo jméno používána u Slovinců, kde je bouřka komentována úslovími jako „Perun bije“ nebo „Perun je fčesna“.

### Personifikace
Perun se dostal do některých úsloví, především jako démon. Jedná se například o polské „idź di pioruna“ nebo slovenské „Parom te trestal!“ a „Do paroma“. Na Sandoměřsku byl znám obr pronásledující s ručnicí zlé duchy jménem Pjerun a Kašubové označovali zlého ducha slovem parón.

### Jména
Na Balkáně lze najít řadu míst, které obsahují Perunovo jméno nebo slovo jeho jménu blízké, jako například hory Perun v Bulharsku, Dalmácii nebo na Istrii, či sedm vesnic jménem Perunika ležících v Srbsku. Jméno Peruna se také ozývá v osobní jménech jako Perun, Perun, Perunika, Perunko nebo Paruna. Řada místních jmen, která mohou souviset s Perunem, se objevuje také v západoslovanském prostředí. Jedná se o polské názvy jako Perun, Peron nebo Pioruny, případně i o německá toponyma Prohn a Prohnsdorf, která mohou být zkomoleninami slovanských jmen. Na Slovensku lze nalézt vrch Poroň či ostrov Perend, v Rakousku vesnici Parndorf. V Čechách je zase z 15. století doloženo osobní jméno Perun.

## Archeologie
Bylo vykonáno několik pokusů archeologicky prozkoumat lokality, ve kterých by se podle historických zpráv měla nacházet Perunova obětiště.
Nejstarším případem byl výzkum Čeňka Chvojky v roce 1908 na Starokyjevské hoře, při které nalezl mohutnou kamennou plošinu, kterou identifikoval jako místo, kde stála Perunova modla. Pozdější vykopávky v roce 1937 však naznačují, že se jednalo o část běžného osídlení a teorie že na tomto místě stál kultovní okrsek je nepravděpodobná. Nepravděpodobné je také spojení Perunova obětiště s nálezem z roku 1975 ve sklepě domu č. 3 ve Vladimírské ulici, ten se vztahuje nejspíše ke 13. století.
Některé prameny a místní podání také spojují Perunovo obětiště s vrchem Peryň v Novgorodu. V letech 1953 a 1954 zde prováděl vykopávky Valentin Sedov a identifikoval zde kruhové obětiště obklopené příkopem. Pozdější výzkum však napovídá, že se jedná spíše o zbytky mohyl a na Peryni leželo tedy pohřebiště.

## Atributy

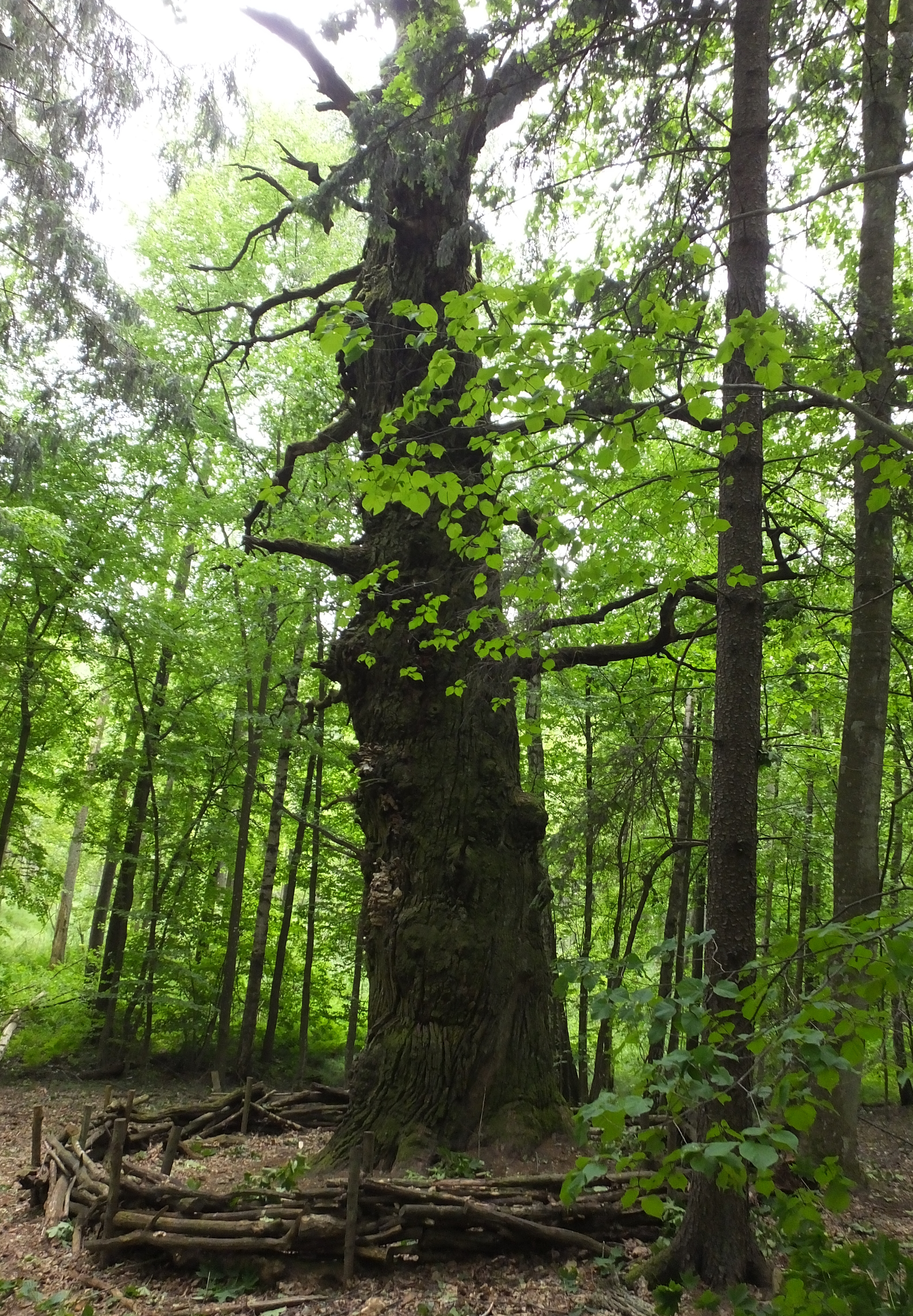
Perunův kult se vázal k úctě k dubům, proto i dnes některé nesou jeho jméno.

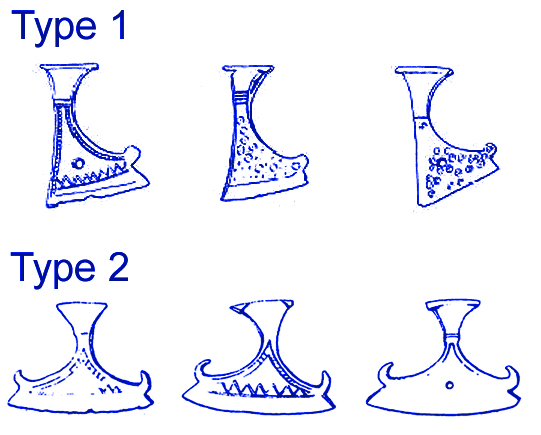
Některé typy nalezených amuletů slovanských sekyrek.

Na základě analogie s ostatními hromovládci byl Perunovým hlavním atributem hrom a blesk. Tomu odpovídá i použití jeho jména pro hrom v některých slovanských jazycích, které bylo zmíněno výše. Kámen v podobě hořícího blesku držel podle Matěje Stryjkowského také Perunův idol v Kyjevě, jedná se však nejspíše o výmysl autora či jeho předchůdců. (Téra, s. 197). Původ hromu je ve slovanské lidové tradici viděn v aktivitě personifikované bouře, světce či Boha. Nejčastější podání vidí zvuk hromu jako údery zbraně, nejčastěji kamene, která je vrhána na démonického nepřítele, například čerta nebo jihoslovanskou chalu. Jako ostatní hromovládci byl také Perun spojován s dubem, jehož významná úloha byla zachována i ve slovanském lidovém křesťanství. O úctě Slovanů k tomuto stromu svědčí i historické a archeologické prameny.

### Perunovy zbraně
S Perunem jsou ve slovanském prostředí spojovány fosilie belemnitů, které svým tvarem připomínají střely. To pravděpodobně odráží mytický motiv hromovládce, který během boje se svým protivníkem, hází kamenné a ohnivé střely. Kromě Perunova jsou v lidovém podání spojovány s Bohem, Ježíšem, ale i s Ďáblem a čerty. Na Balkáně se věřilo že střely se zaryly do země a po určité době se dostávají na povrch.
Kromě střel byla s Perunem pravděpodobně spojována sekera, která zaujímá významné místo ve slovanské lidové magii. Kromě toho byly ve východoslovanském prostoru nalezeny amulety v podobě seker pocházející zpravidla z 10. až 13. století, které jsou však někdy spojovány s varjažským kultem Thóra. V historických pramenech, jako je čtvrtá redakce Novgorodského letopisu, je zase spojován s palicí.

## Teorie

### Lokální bůh

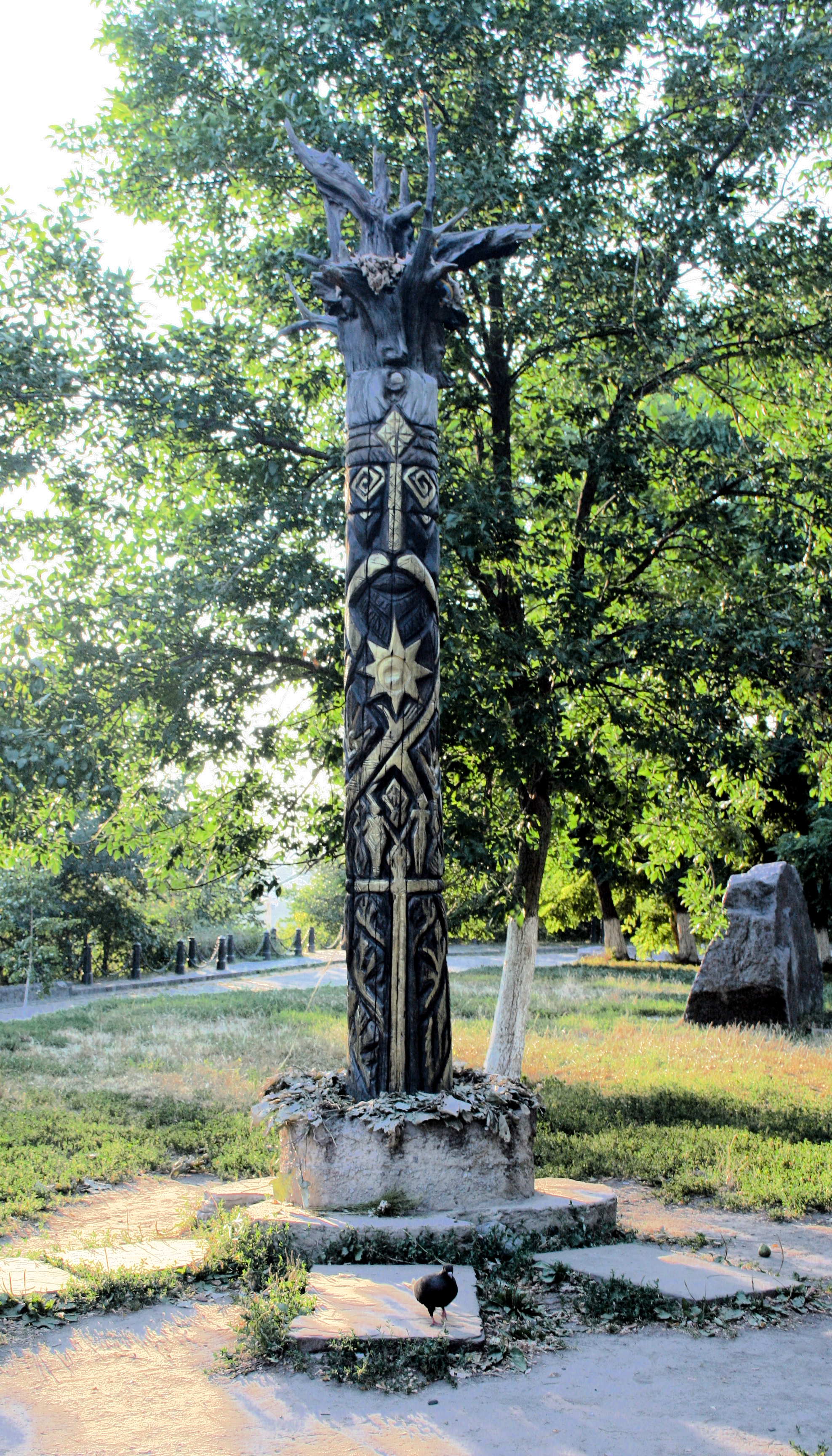
Moderní Perunův idol v Kyjevě

Skandinávský původ elity Kyjevské Rusi a fakt, že se Perunovo jména nenachází v písemných pramenech mimo východoslovanský prostor vedl některé badatele ke spekulacím, za Perunem se skrývá severský bůh Thór. Kromě toho zaklínání se zbraní, zmiňované v rusko-byzantských smlouvách z 10. století v souvislosti s Perunem, je podle některých názorů čistě germánský zvyk. Hypotéza ztotožňující Peruna s Thórem se objevila už u slavisty Stanisława Rożnieckiho v roce 1901, v roce 1991 další slavista, Stanisław Urbańczyk, prezentoval hypotézu, Perun byl původně málo významným, lokálním, božstvem spojeným s kultem dubu, nikoliv hromovládcem, a na významu získal až pod varjažským vlivem. Takové hypotézy odmítá slavista Michal Téra, který poukazuje na fakt, postava hromovládce se objevuje ve všech indoevropských panteonech, a není jasné, by měli být Slované výjimkou; a na bohatý folklórní materiál. Uznává ale, je možné, určitý vliv Thór mít mohl, například výsadní postavení Peruna ve Vladimírově panteonu může odrážet výsadní postavení Thóra v Uppsalské svatyni; na druhou stranu podotýká, v dané době byl hlavním bohem skandinávské válečnické elity Ódin, nikoliv Thór.

### Zničení modly

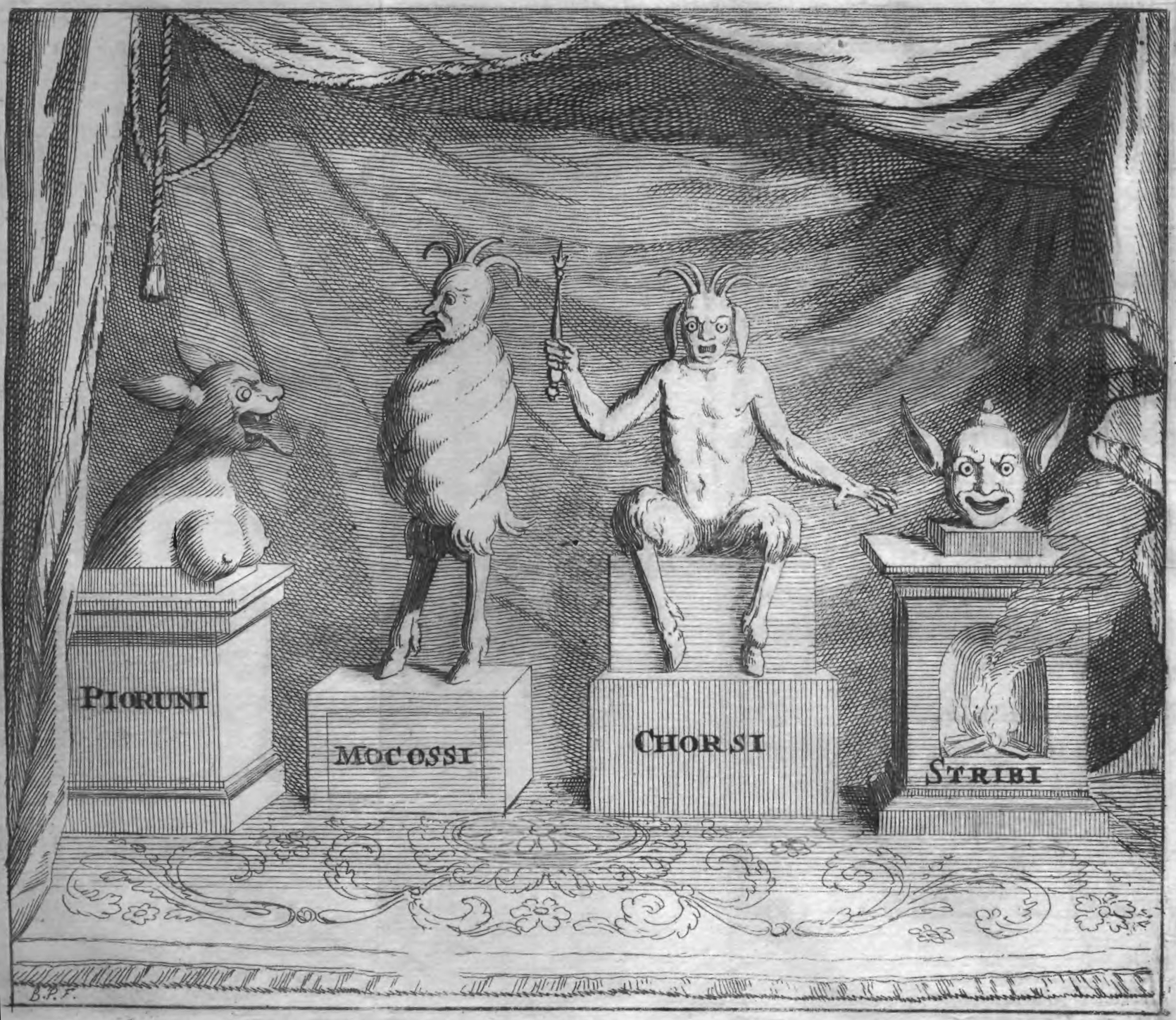
Karikatura či křesťanská propaganda ze 17. stol. parodující stará božstva Peruna, Mokoš, Chorse a Striboga

Popis konce Perunovy modly v Kyjevě a Novgorodu obsažený v Pověsti dávných let napovídá, že šlo rituál, protože nedošlo k prostému rozsekání či spálení idolu. Podle M. A. Vasiľjeva se jednalo o rituální zničení zla analogické například vynášení Smrti, které mělo Rus ochránit před pomstou poraženého boha. Dněpr pak symbolizoval hranici mezi světem živých a mrtvých.
Podle Leo Klejna šlo naopak o každoroční rituál, kdy během léta Perun odcházel do říše mrtvých a na jaře se opět vracel. Jako oporu svého názoru uvádí pozdní zmínku, že na plovoucí modlu lid volal slova „Vydybaj gospodaru naš, bože.“, která se používali i při pohřbu Kostromy, nebo perunské souboje v Novgorodě zmiňované Siegmundem von Herberstein, které také připomínají souboje spojené s Kostromou. Postavy jako je Jarilo nebo Kostroma tak považuje za Perunovy nástupce. Problémem teorie zůstává, že pozdní prameny, z nichž Klejn vychází, mohly promítat dobový folklór do historických událostí.

### Svatý Eliáš

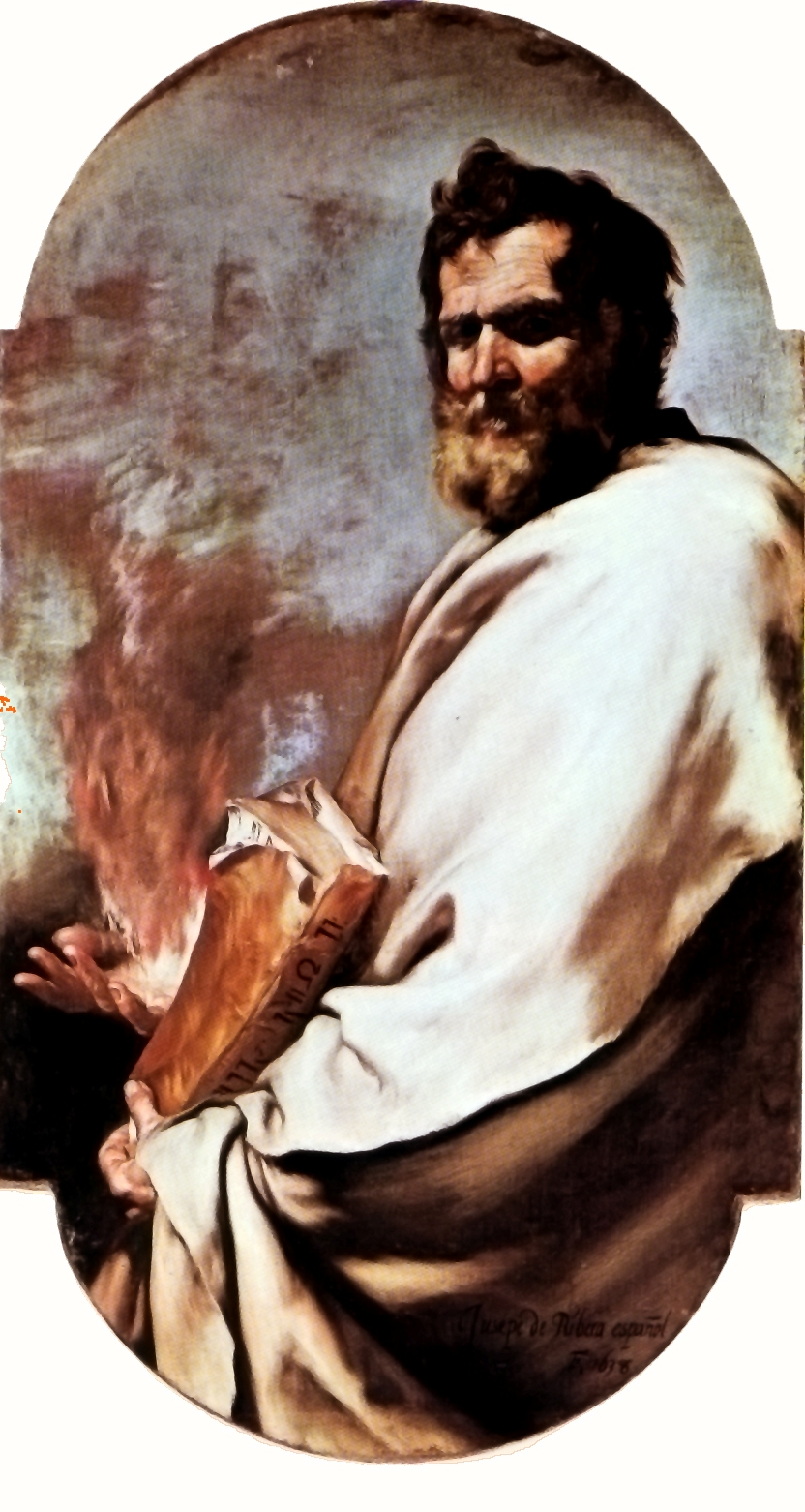
José de Ribera, svatý Eliáš zpodobněný podle Peruna (1638)

Starozákonní prorok Elijáš nahradil jako světec po christianizaci hromovládné božstvo u mnoho evropských národů, včetně slovanských. Byl spojen s vládou nad hromem a bleskem, jeho kult se pojil s dubem a na návrších porostlých dubem často stáli jeho kostely. Eliášovi je také zasvěcen svátek balkánský Ilindan (Ilinden), s krvavými oběťmi býků, volů a černých beranů a kozlů. To též napovídá, že svátek ovlivnil Perunův kult. Klíčové postavení Eliáše v jihoslovanském křesťanství napovídá, že před christianizací byl balkánskými Slovany hromovládce velmi ctěn, místní a osobní jména pak svědčí o tom, že ho nazývali Perun.

### Základní mýtus
Ruští badatelé Ivanov a Toporov přišli s teorií základního mýtu, který se týká boje hromovládce a jeho plazího protivníka. Struktura tohoto mýtu má být následující
1. Hromovládce se nachází na vrcholu osy světa (hory či stromu), případně na nebi se Sluncem a Měsícem a je obrácen do čtyř světových stran
2. U kořenů osy světa leží na černé kožešině kosmický had či drak
3. Had se zmocní dobytka či lidí a schová je ve skále. Hromovládce rozbije skálu a osvobodí je.
4. Had se snaží skrýt pod dobytkem, lidmi, stromem či kamenem
5. Hromovládce přijíždí na voze či na koni se zbraní v ruce a rozbíjí kámen či strom
6. Po porážce hada se objeví déšť, který byl schován v podzemních vodách.[18]

Tento příběh má být součástí mýtu o stvoření a objevuje se v christianizované podobě kosmogonických mýtech ukrajinského a polského folklóru. V těchto příbězích je Satan spoután řetězy a na konci zimy se z nich téměř dostane, ale první jarní blesk ho opět spoutá. Uvěznění také zajišťují jarní obřady nebo úder kováře do kovadliny. V některých podáních je naznačen i motiv eschatologické bitvy, známý i z jiných indoevropských mytologií. Ačkoliv jsou tyto lidové mýty bezesporu ovlivněny biblickými vzory, tak jejich jádro zůstává pohanské. Jednou z forem tohoto mýtu může být také pohádka O boji na kalinovém mostě, kde hlavnímu hrdinovi v jeho boji pomáhají kováři, kteří mu zajistí jeho zbraň.
Motiv souboje mezi horním nebeským světem a dolním hadím je běžný v Eurasii, Africe i Severní Americe. V některých indoevropských mytologiích je tento příběh završením stvoření, jiné ho s kosmogonií nespojují. U Slovanů je svázán především s plodností a úrodou, což jej sbližuje s africkým prostředním.

Hromové symboly je lidový motiv mající za úkol chránit před úderem blesku.

Podle teorie Ivanova a Toporova u Slovanů v tomto souboji proti sobě stáli Perun a Veles. Velese považují za chtonické božstvo v podobě démonického hada a poukázali také na etymologickou souvislost jeho jména s indickým protivníkem hromovládce, Vrtrou. Mýtus poté doplnili o následující syžet
1. Svatba Peruna s Mokoš
2. Souboj Peruna s Velesem
3. Nevěra Mokoš s Velesem a její vyhnání
4. Potrestání dětí Peruna bleskem
5. Jediný přeživší syn je tím pravým a získává vládu nad částí roku[20]

Ačkoliv byla tato teorie opakována v mnoha publikacích o slovanské mytologii neexistují pro ni žádné relevantní důkazy. Spory mezi hromovládcem a magickým božstvem nemají v indoevropském náboženství kosmický charakter a neexistují žádné zmínky svědčící o Velesově hadí přirozenosti. Odpovídajícím protivníkem může spíše být mytický had Zmej. Teorii o tom že protivníkem Peruna mohl být Veles, případně jemu podobné hadí stvoření, uvádí také Martin Golema. Interpretuje vítězství hromovládce jako počátek vegetačního cyklu, na jehož začátku je dočasně utlumen kult protivníka, který nabývá sil opět po skončení vegetace. Podle Tatiany Podolinské je soupeření mezi Perunem a Velesem založené na prolínání solárního kalendáře ohraničeného slunovraty a kalendáře pasteveckého. Podle Michala Téry však tento souboj proběhl na počátku stvoření a sezónně byl pouze připomínán a jako kosmogonický mýtus byl později vytěsněn eurasijskou verzí o stvoření dvěma demiurgy.

## Odraz v umění

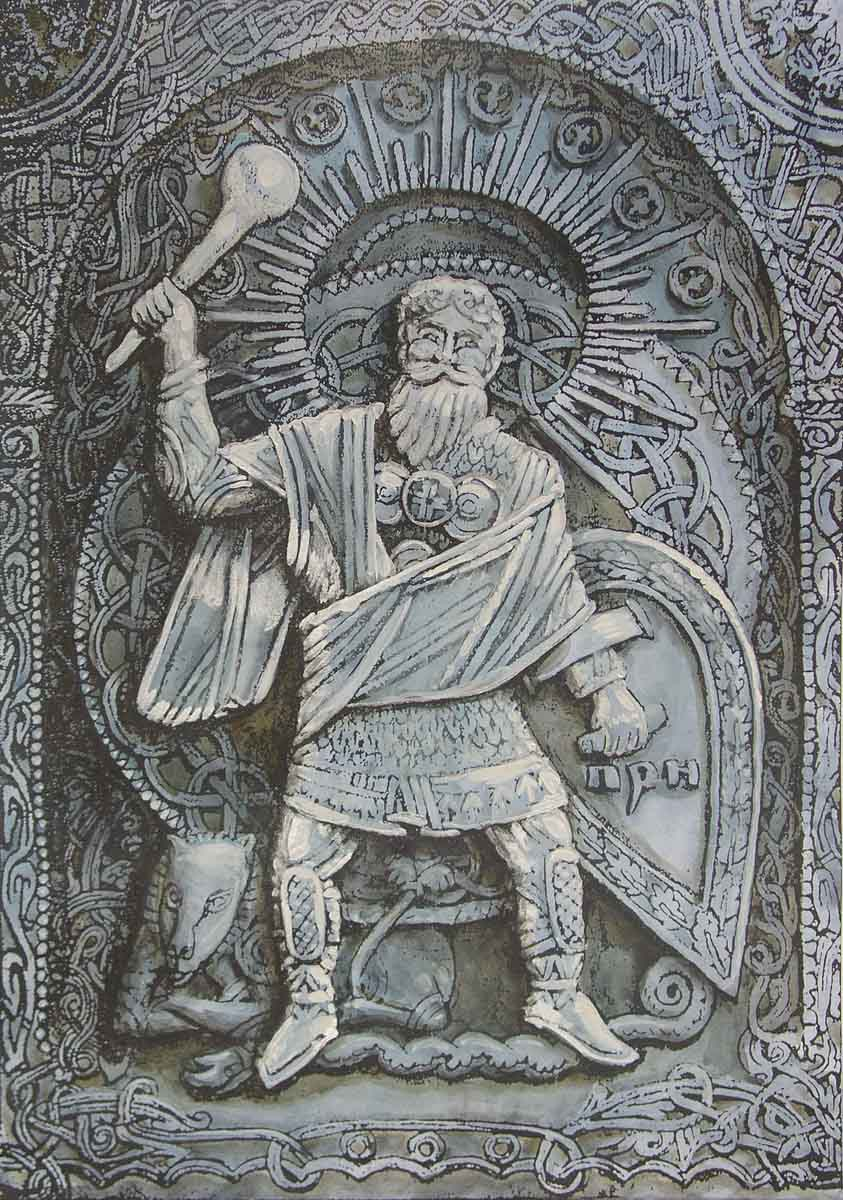
Perun, moderní ztvárnění, M. Prěsňakov (1998)

Perun vystupuje v satirické básni Karla Havlíčka Borovského Křest svatého Vladimíra. V pohádkové knize Ivana Hudce Báje a mýty starých Slovanů se objevuje jako archetyp rázného muže milujícího křehké ženy.

### Perun v literatuře 20. a 21. století

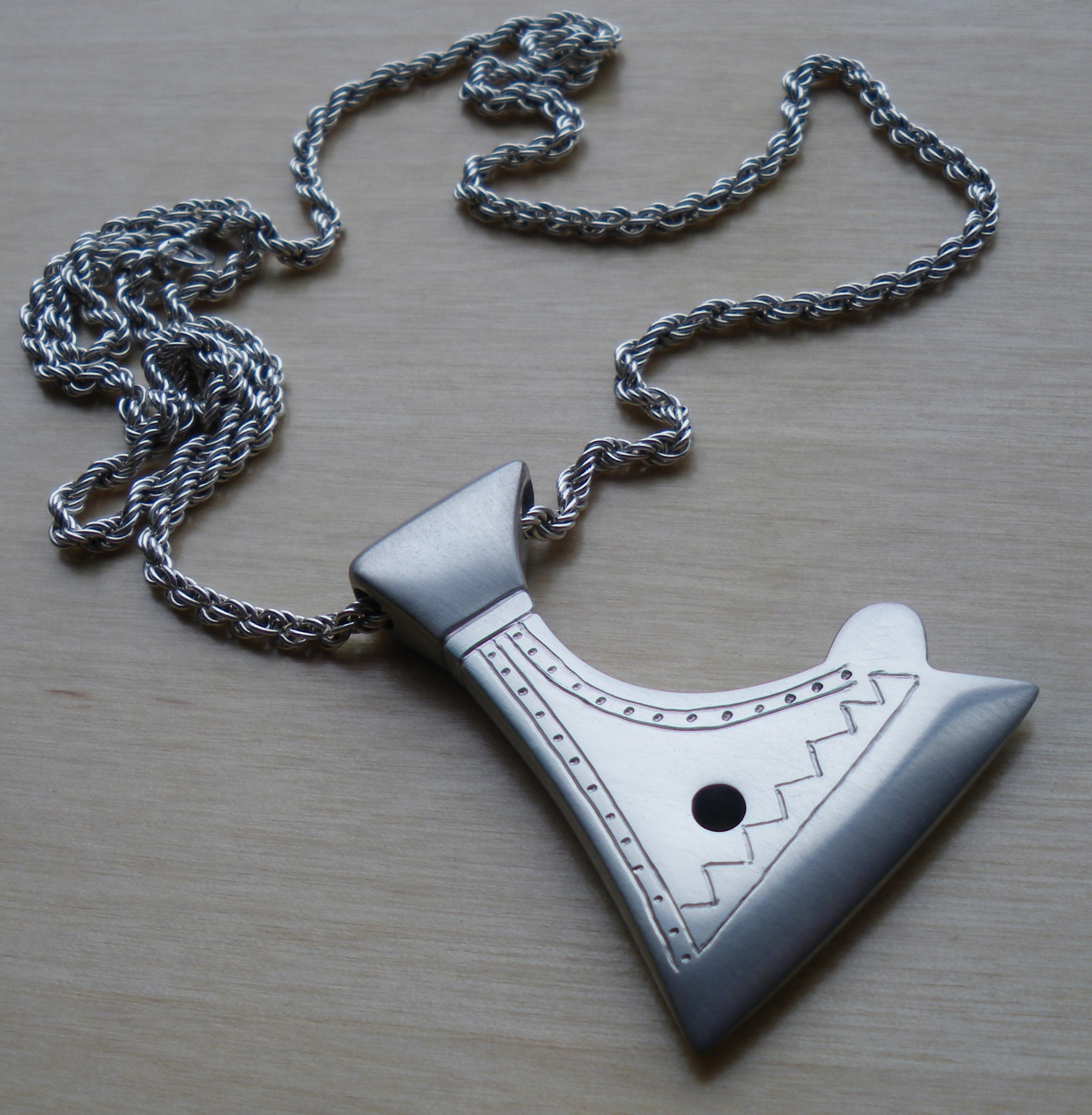
Moderní replika slovanské sekyrky na řetízku pojaté jako amulet (užití je nejisté).

Ve 20. a 21. století dochází ke znovuobjevování slovanských bohů. Začínají se objevovat knihy populárně naučné, ale slovanští bohové začínají být zmiňováni také v literatuře pohádkové a science-fiction.
V pohádkové knize Ivana Hudce je Perun ve spojení s bleskem a jarní bouřkou. Podle této knihy jaro začíná, když se bůh Perun (bůh severu, bouřek, úrody a velkých válek) zadívá do Vesniných krásných očí, obejme ji a v tom mu vypadne z ruky jeho kopí. To je první jarní blesk, při kterém zlí duchové prchají a zalézají do svých skrýší. Končí tím období nehostinné zimy, kdy po světě řádila hněvivá sestra Vesny, neplodná Morana. I proto lidé dříve při první jarní bouřce klekali na zem a líbali ji, přemísťovali nejrůznější předměty od nábytku po hospodářské náčiní nebo zasekávali sekery před vrata a vyjadřovali tak osvobození od zimy, od zimního spánku.
Perun je pro své atributy archetypem, se kterým se může identifikovat nejeden muž. Jak s ním lze pracovat jako s částí nás samých je uvedeno v knize Bohové a bohyně v nás.